# Novotného Dvůr
Novotného Dvůr nebo též Novotnův Dvůr (německy Höflern) je základní sídelní jednotka města Havlíčkův Brod v kraji Vysočina. Spolu se Svatým Křížem, Suchou, Mendlovou Vsí a Ovčínem tvoří katastrální území Suchá u Havlíčkova Brodu. Nachází se asi 3 km jihozápadně od centra Havlíčkova Brodu.
Osadou protéká Stříbrný potok, na němž je zde pět rybníků (nejsevernější se jmenuje Nádražní rybník). Tento potok rozděluje osadu na dvě části – západní a východní. Západně od vesnice prochází silnice I/38, v okolí je roztroušeno několik samot – Polsko, U Caklů, U Culků, U Rybnických a U Vránů. Je zde registrováno 25 čísel popisných, z toho 15 v západní části a 10 ve východní.